# QV Большой Медведицы
QV Большой Медведицы (лат. QV Ursae Majoris) — двойная затменная переменная звезда типа W Большой Медведицы (EW) в созвездии Большой Медведицы на расстоянии (вычисленном из значения параллакса) приблизительно 3316 световых лет (около 1017 парсеков) от Солнца. Видимая звёздная величина звезды — от +14,5m до +13,5m. Орбитальный период — около 0,3115 суток (7,476 часов).